# Rotweil (Hirschlanden)
Rotweil ist der Name einer Wüstung auf der Markung des Ortsteils Hirschlanden der Stadt Ditzingen.
Im Bereich der Wüstung sind römische Siedlungsreste nachgewiesen. Der Name zu Rotdewil ist 1359 erstmals urkundlich belegt. Als Flurname erscheint 1424 gen Rotwil, 1427 gehn Rautweil, 1524 zu Rotwyl. Der Siedlungsname bezieht sich möglicherweise auf die Reste roten Ziegelmauerwerks eines nahegelegenen römischen Gutshofs, vielleicht auch auf ein Siedleroberhaupt mit dem altdeutschen Rufnamen Rodo.
Wann Rotweil aufgegeben wurde, ist unbekannt. In der Zelgeinteilung der Gemeinde Hirschlanden ist die Markung der früheren Siedlung noch in den 1830er Jahren erkennbar.